# Filipini
Filipini is een plaats in de gemeente Poreč in de Kroatische provincie Istrië. De plaats telt 30 inwoners (2001).